# Sarnerseelauf

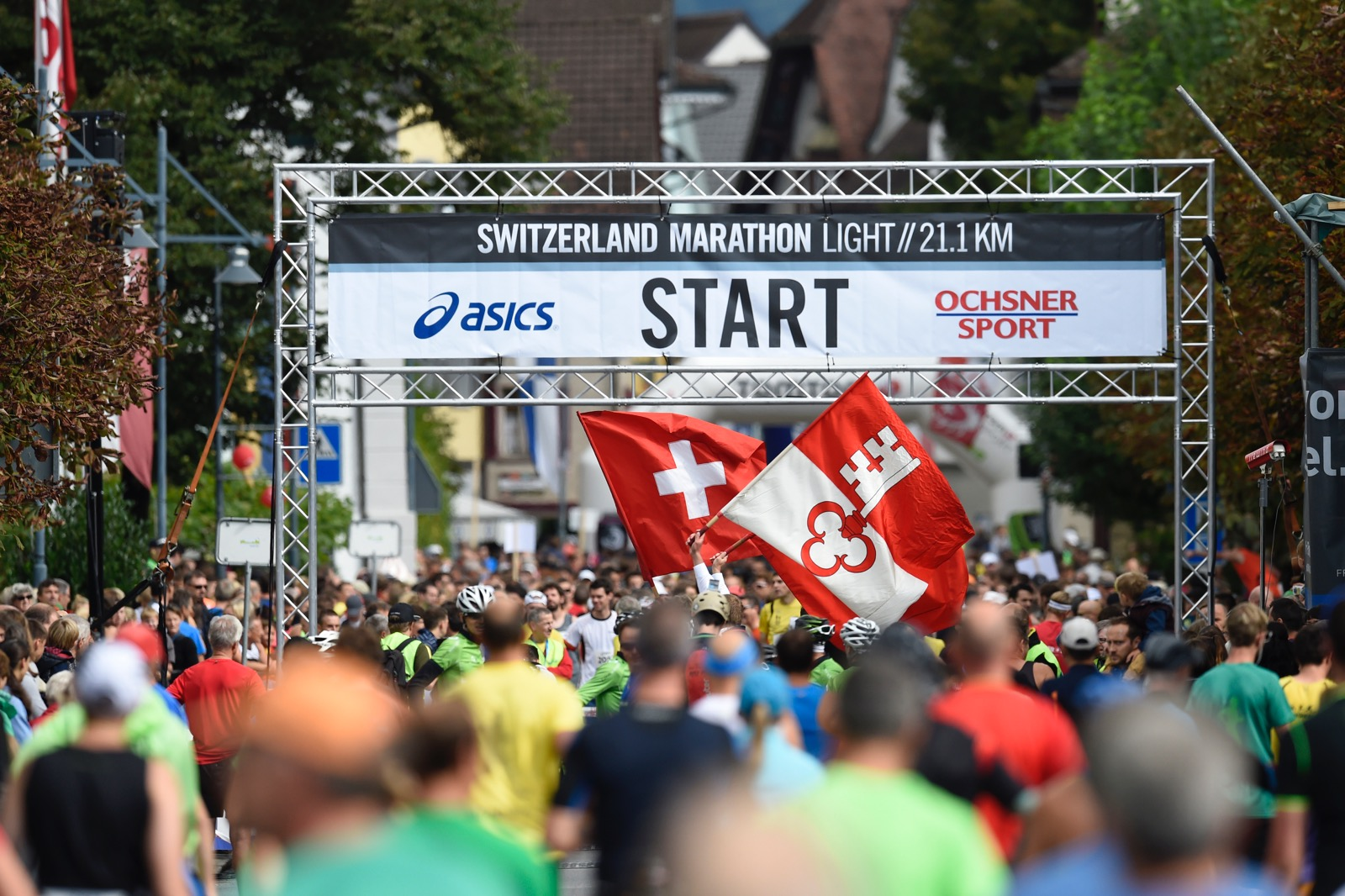
Start zum Switzerland Marathon light 2015 in Sarnen

Der Sarnerseelauf (Eigenschreibweise: Sarnersee Lauf, bis 2023: Switzerland Marathon light) ist eine Laufveranstaltung mit einem Halbmarathon und einem 10-km-Lauf, der von dem ehemaligen Schweizer Marathonläufer Viktor Röthlin initiiert wurde. Er findet seit 2014 jeweils am ersten Sonntag im September statt. Start und Ziel des 21,1-km-Laufs um den Sarnersee ist in Sarnen, dem Hauptort des Kantons Obwalden. Neben den Distanzläufen wird auch «Viktor Röthlins Klassenduell» für Schulklassen (700 bis 1100 Meter), seit 2017 ein 4-km-Fun-Run und seit 2018 ein Mini-Run über 400 Meter für Kinder im Vorschulalter angeboten.

## Strecke

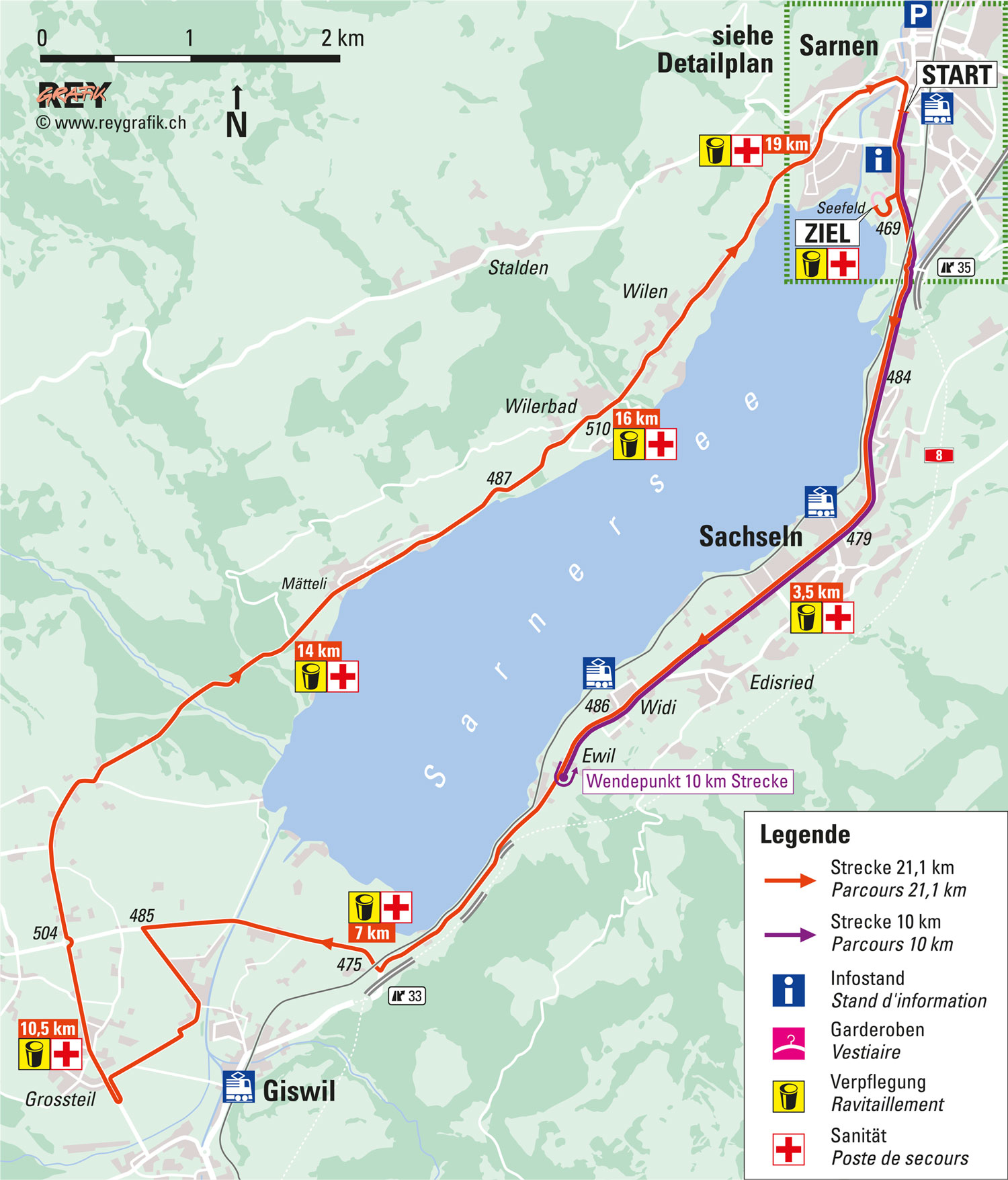
Streckenplan des Switzerland Marathon light bis 2023

Der Halbmarathon führt rund um den Sarnersee durch die Ortschaften Sachseln, Giswil, Wilen und Sarnen, seit 2024 in der umgekehrten Richtung. Seitdem führt auch der 10-km-Lauf von Sarnen nach Oberwilen und zurück. Beide Läufe enden in der Leichtathletikanlage im Sarner Seefeld.
Der Halbmarathon sowie der 10-km-Lauf wurden durch Swiss Athletics offiziell vermessen. Die Laufzeiten finden somit Aufnahme in den Bestenlisten von Swiss Athletics und der IAAF.

## Geschichte
In den 1970er und 1980er Jahren gab es bereits einen Sarnerseelauf, der 1992 wegen Teilnehmerschwunds zum letzten Mal ausgetragen wurde.

### Abschiedsparty von Viktor Röthlin (2014)
Die erste Austragung des Switzerland Marathon light, welche am 7. September 2014 stattfand, war zugleich Viktor Röthlins Abschiedsparty vom Spitzensport. Kurz zuvor bestritt er noch den Marathon an den Leichtathletik-Europameisterschaften 2014 in Zürich. Nach den Läufen fand ein Festakt zu Ehren des Marathoneuropameisters 2010 statt, welcher mit einem Konzert von «Stiller Has» endete.

### Schnellster Halbmarathon der Schweiz
Edwin Koech aus Kenia lief am 6. September 2015 in 59:54 min rund um den Sarnersee. Der Switzerland Marathon light verfügt damit über die schnellste Halbmarathonstrecke der Schweiz. Weltweit belegte der Switzerland Marathon light im Jahr 2015 den 8. Platz unter den schnellsten Halbmarathonläufen.

### Während der COVID-19-Pandemie
2020 fand der Switzerland Marathon light als erster Halbmarathon nach der Ausbreitung der COVID-19-Pandemie in der Schweiz statt. Es galt ein besonderes Schutzkonzept. Dabei waren weniger Läufer zugelassen, welche in Blocks starten mussten und am Start eine Maske trugen. Side-Events wurden abgesagt.
2021 wurde wieder normal gelaufen, alle Teilnehmer ab 16 Jahren mussten jedoch ein gültiges Covid-Zertifikat vorweisen. Da im März 2021 die in Oberriet geplante Schweizer Meisterschaft im Halbmarathon wegen der Corona-Pandemie ausgefallen war, wurde diese im Rahmen des Switzerland Marathon light nachgeholt.

## Viktor Röthlins Klassenduell

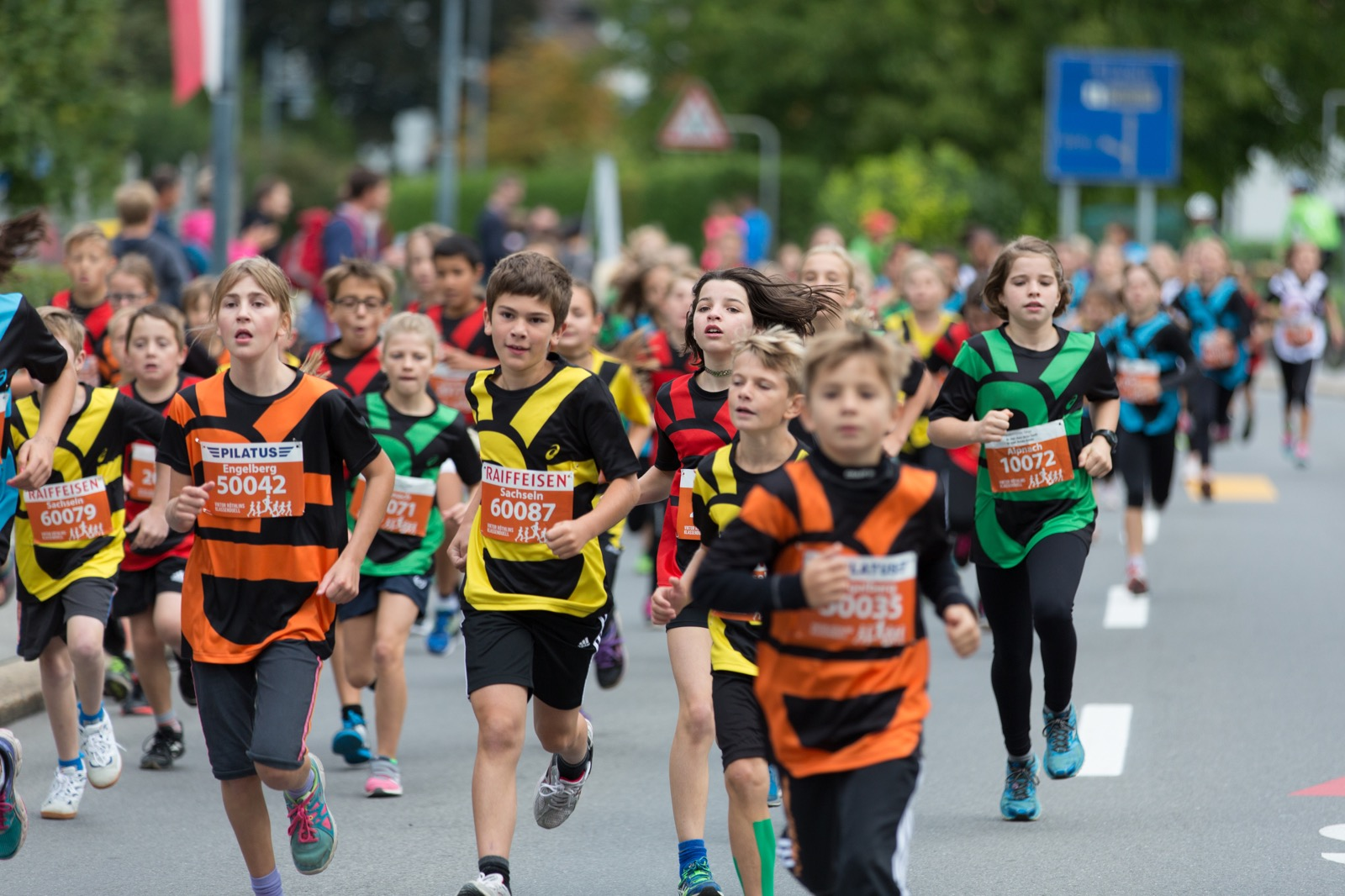
Viktor Röthlins Klassenduell (2015)

Es gibt keine offiziellen Nachwuchskategorien am Switzerland Marathon light. Alle Erst- bis Sechstklässler aus der ganzen Schweiz sind zu «Viktor Röthlins Klassenduell» eingeladen. Bis 2016 war das Klassenduell auf die sieben Gemeinden des Kantons Obwalden sowie die angrenzende Nidwaldner Gemeinde Ennetmoos (Röthlins Wohnort) beschränkt.
Die Teilnahme ist für alle Kinder dank Sponsorenbeiträgen kostenlos.
Jede Schulstufe entspricht einer Kategorie, alle Erstklässler, alle Zweitklässler etc. einer Gemeinde laufen im Wettkampf gegeneinander. Die Streckenlänge beträgt für die Erst- bis Drittklässler 700 m, für die Viert- bis Sechstklässler 1100 m.
Es wird keine Einzelrangliste, sondern nur eine Rangliste für jede Schulstufe jeder teilnehmenden Schulgemeinde (früher auch jeder teilnehmende Klasse jeder Gemeinde) erstellt. Für diese Rangliste sind einerseits die Durchschnittszeiten aller teilnehmenden Schüler massgebend. Zusätzlich wird auch berücksichtigt, wie viele Schüler im Verhältnis zur maximalen Schülerzahl der betreffenden Schulstufe jeder Gemeinde teilgenommen haben.
Mit «Viktor Röthlins Klassenduell» verfolgt Röthlin sein Anliegen, Schülerinnen und Schüler für Bewegung zu motivieren.

## Statistik

### Streckenrekorde Halbmarathon

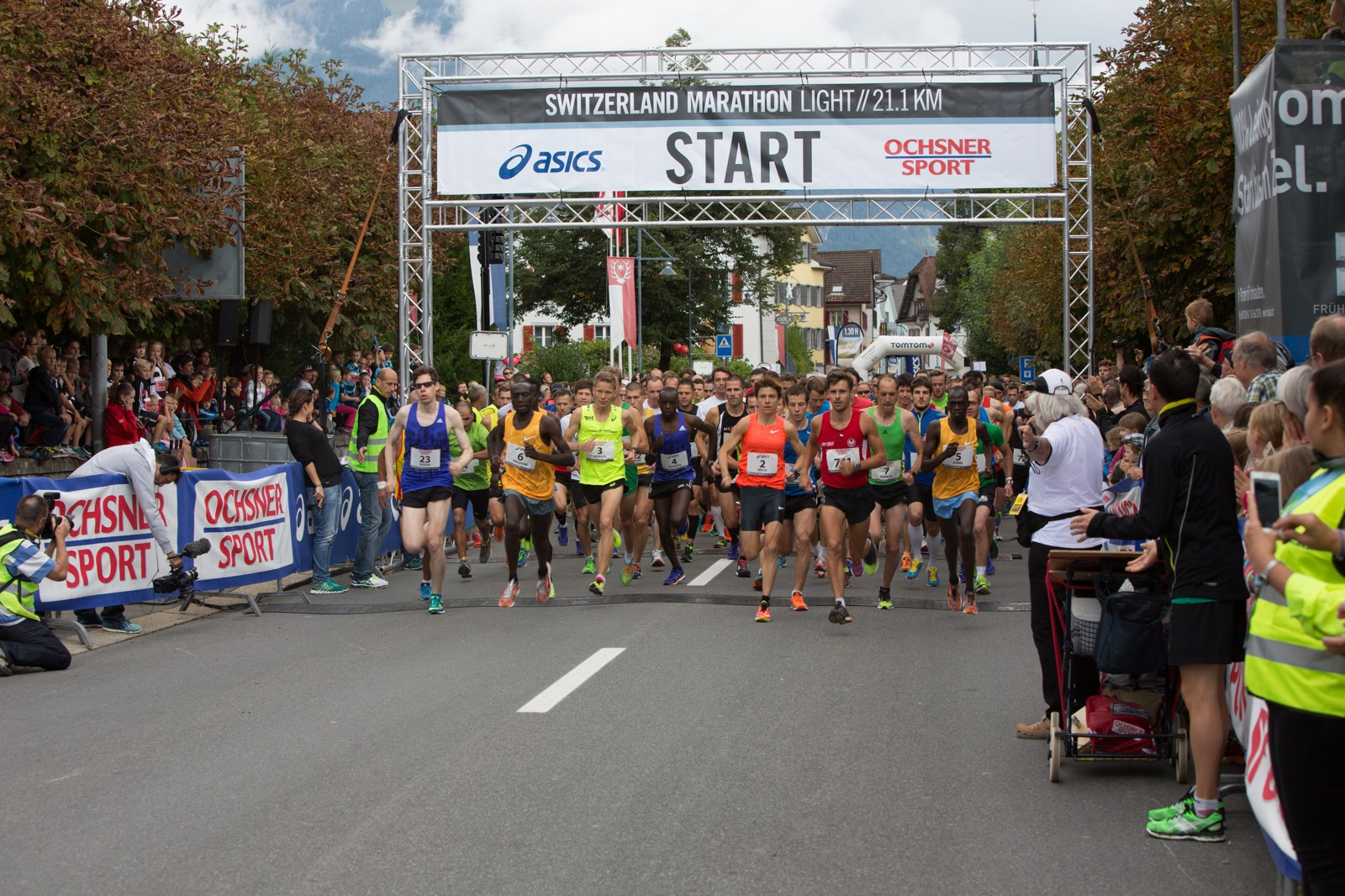
Start der Elite-Athleten am Switzerland Marathon light 2015

- Männer: 59:54, Edwin Koech (KEN), 2015 (schnellste je gelaufene Halbmarathonzeit auf Schweizer Boden)
- Frauen: 1:09:48, Helen Bekele Tola (ETH), 2017

### Siegerliste
Halbmarathon
| Jahr | Männer                | Zeit    | Frauen                    | Zeit    |
| ---- | --------------------- | ------- | ------------------------- | ------- |
| 2014 | Edwin Koech (KEN)     | 1:00.12 | Denise Johannsen (SUI)    | 1:21.50 |
| 2015 | Edwin Koech (KEN)     | 0:59.53 | Maja Neuenschwander (SUI) | 1:12.24 |
| 2016 | Fabian Kuert (SUI)    | 1:07.40 | Laura Hrebec (SUI)        | 1:15.49 |
| 2017 | Yazew Sisay (ETH)     | 1:03.57 | Helen Bekele Tola (ETH)   | 1:09.48 |
| 2018 | Simon Schäppi (SUI)   | 1:11.10 | Arlette Maurer (SUI)      | 1:21.54 |
| 2019 | Jens Ziganke (GER)    | 1:11.15 | Maja Neuenschwander (SUI) | 1:16.25 |
| 2020 | Patrik Wägeli (SUI)   | 1:06.53 | Maja Neuenschwander (SUI) | 1:17.13 |
| 2021 | Nicolaï Saké (BEL)    | 1:04.57 | Fabienne Vonlanthen (SUI) | 1:18.15 |
| 2022 | Seare Weldezghi (ERI) | 1:07.46 | Vera Landtwing (SUI)      | 1:18.43 |
| 2023 | David Keller (SUI)    | 1:10.31 | Fabienne Schlumpf (SUI)   | 1:14.52 |
| 2024 | Marco Fasel (SUI)     | 1:11.32 | Sereina Scherzinger (SUI) | 1:15.47 |

Schweizer Meisterschaft Halbmarathon
2021: Adrian Lehmann (SUI) in 1:05.35 und Fabienne Vonlanthen (SUI) in 1:18.15
10-km-Lauf
| Jahr | Männer               | Zeit  | Frauen                   | Zeit  |
| ---- | -------------------- | ----- | ------------------------ | ----- |
| 2014 | Sergio Dias (SUI)    | 32.14 | Rebecca Rüegge (SUI)     | 37.15 |
| 2015 | Michael Ott (SUI)    | 30.34 | Martina Strähl (SUI)     | 34.10 |
| 2016 | Tesfay Felfele (ERI) | 31.59 | Christine Müller (SUI)   | 37.50 |
| 2017 | Lukas Marti (SUI)    | 32.47 | Aude Salord (FRA)        | 35.03 |
| 2018 | Marco Trummer (SUI)  | 32.41 | Sara Galimberti (SUI)    | 34.24 |
| 2019 | Fabian Kuert (SUI)   | 30.35 | Michèle Gantner (SUI)    | 35.38 |
| 2020 | Roger Küng (SUI)     | 31.30 | Martina Strähl (SUI)     | 33.37 |
| 2021 | Jonas Weschle (GER)  | 35.03 | Christine Müller (SUI)   | 37.23 |
| 2022 | Tobias Sievert (SUI) | 32.55 | Selina Burch (SUI)       | 36.32 |
| 2023 | Jonas Weschle (GER)  | 33.07 | Elena Eichenberger (SUI) | 35.25 |
| 2024 | Abdi-Salam Ali (SOM) | 30.30 | Reka Demoulin (HUN)      | 38.23 |

### Entwicklung der Finisher-Zahlen
| Jahr | Halbmarathon | davon Frauen | in %   | 10-km-Lauf | davon Frauen | in %   | Klassenduell | Fun-Run | Mini-Run |
| ---- | ------------ | ------------ | ------ | ---------- | ------------ | ------ | ------------ | ------- | -------- |
| 2014 | 2551         | 831          | 32,6 % | 1054       | 562          | 53,3 % | 568          | -       | -        |
| 2015 | 1508         | 470          | 31,2 % | 713        | 369          | 51,8 % | 726          | -       | -        |
| 2016 | 1796         | 550          | 30,6 % | 880        | 506          | 57,5 % | 787          | -       | -        |
| 2017 | 1316         | 411          | 31,2 % | 742        | 364          | 49,1 % | 743          | 111     | -        |
| 2018 | 1358         | 422          | 31,1 % | 781        | 371          | 47,5 % | 675          | 112     | 88       |
| 2019 | 1352         | 413          | 30,5 % | 701        | 359          | 51,2 % | 517          | 195     | 112      |
| 2020 | 881          | 276          | 31,3 % | 390        | 152          | 39,0 % | 330          | 86      | -        |
| 2021 | 951          | 261          | 27,4 % | 352        | 150          | 42,6 % |              |         |          |
| 2022 | 1152         | 349          | 30,3 % | 562        | 262          | 46,6 % | 399          | 207     |          |